# West Wemyss
 (février 2023).
La mise en forme du texte ne suit pas les recommandations de Wikipédia : il faut le « wikifier ».
Les points d'amélioration suivants sont les cas les plus fréquents. Le détail des points à revoir est peut-être précisé sur la page de discussion.
- Les titres sont pré-formatés par le logiciel. Ils ne sont ni en capitales, ni en gras.
- Le texte ne doit pas être écrit en capitales (les noms de famille non plus), ni en gras, ni en italique, ni en « petit »…
- Le gras n'est utilisé que pour surligner le titre de l'article dans l'introduction, une seule fois.
- L'italique est rarement utilisé : mots en langue étrangère, titres d'œuvres, noms de bateaux, etc.
- Les citations ne sont pas en italique mais en corps de texte normal. Elles sont entourées par des guillemets français : « et ».
- Les listes à puces sont à éviter, des paragraphes rédigés étant largement préférés. Les tableaux sont à réserver à la présentation de données structurées (résultats, etc.).
- Les appels de note de bas de page (petits chiffres en exposant, introduits par l'outil «  Source ») sont à placer entre la fin de phrase et le point final[comme ça].
- Les liens internes (vers d'autres articles de Wikipédia) sont à choisir avec parcimonie. Créez des liens vers des articles approfondissant le sujet. Les termes génériques sans rapport avec le sujet sont à éviter, ainsi que les répétitions de liens vers un même terme.
- Les liens externes sont à placer uniquement dans une section « Liens externes », à la fin de l'article. Ces liens sont à choisir avec parcimonie suivant les règles définies. Si un lien sert de source à l'article, son insertion dans le texte est à faire par les notes de bas de page.
- La présentation des références doit suivre les conventions bibliographiques. Il est recommandé d'utiliser les modèles {{Ouvrage}}, {{Chapitre}}, {{Article}}, {{Lien web}} et/ou {{Bibliographie}}. Le mode d'édition visuel peut mettre en forme automatiquement les références.
- Insérer une infobox (cadre d'informations à droite) n'est pas obligatoire pour parachever la mise en page.

Pour une aide détaillée, merci de consulter Aide:Wikification.
Si vous pensez que ces points ont été résolus, vous pouvez retirer ce bandeau et améliorer la mise en forme d'un autre article.
West Wemyss est un village d'Écosse, située dans le council area du Fife et la région de lieutenance du même nom. Il s'est développé autour du château de Wemyss. En 1621, un port est construit pour exporter du charbon, lequel conserve son activité jusqu'à la fin du XIXe siècle lorsque la concurrence devient trop forte. La ville possède une tour de péage du XVIIIe siècle et un presbytère du XIXe siècle.

## Géographie et population
West Wemyss est situé sur la rive nord du Firth of Forth. Selon le recensement de 2007, le village compte 237 habitants.

## Histoire

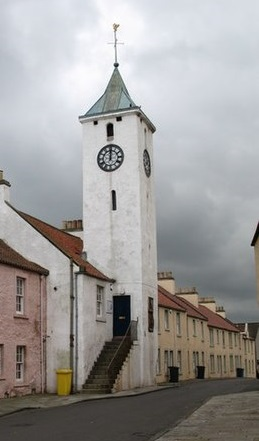
West Wemyss Tour servant de péage

Le village de West Wemyss a été construit autour du site du château de Wemyss (en) et s'est développé en un centre pour l'industrie du sel dans la région,. Le village a obtenu le statut de bourg de baronnie en 1525, portant le nom de la famille Wemyss.
Une épidémie de peste est arrivée en Écosse en juillet 1584, amenée dans le port de West Wemyss dans un navire appelé crayer,.
Le port a été construit en 1621 par la famille Wemyss pour l'exportation du charbon des fosses sur les terres de leur domaine. Le port deviendra un important point d'exportation de charbon à la fin du XVIIe siècle. Les navires rapportaient des importations de bois, de fer et de lin des pays baltes . Une cale sèche a été ajoutée pour satisfaire la demande accrue de charbon dans les années 1870. A la fin du XIXe siècle, le village est entouré de plusieurs mines - comme le Michael Pit à East Wemyss à proximité. L'industrie et le commerce avec l'Angleterre et les Pays-Bas ont commencé à péricliter lorsque des nouveaux quais ont été ouverts à Methil plus loin le long de la côte. Le port a depuis été comblé et une partie de l'ancien village a été restaurée, devenant une zone protégée avec plusieurs bâtiments attrayants.
La tour servant de péage de West Wemyss a été achevé au début du XVIIIe siècle.
Le presbytère du village a été reconstruit en 1894 par l'architecte Robert Lorimer.

## Aujourd'hui
En 2012, le Wemyss Arms, pub désaffecté, a été rouvert en tant que bistrot, café, boutique et dortoir, offrant des services locaux aux habitants.

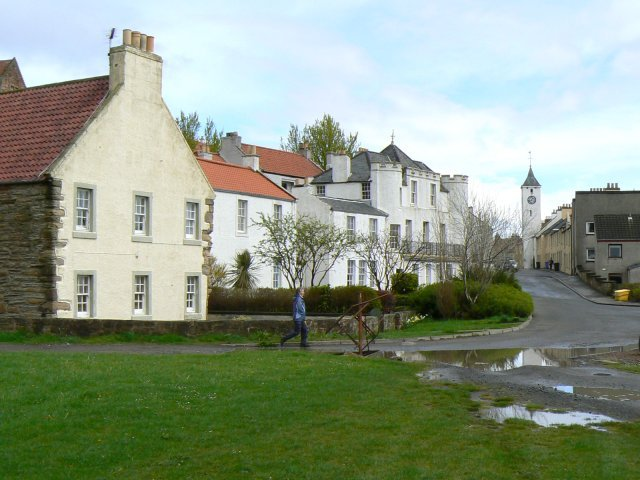
West Wemyss